# Godefroid Kurth
Pour les articles homonymes, voir Kurth.
Godefroid Kurth né à Arlon (province de Luxembourg) le 11 mai 1847 et mort à Asse (province de Brabant) le 4 janvier 1916, est un historien belge.

## Biographie

### Origines et formation
Godefroid Kurth naît en 1847 à Arlon. Son père, Jean-Guillaume-Joseph, était un ancien militaire originaire de Cologne (Rhénanie) devenu commissaire de police à Arlon, chef-lieu de la province belge de Luxembourg, et mort en 1850. Sa mère, née Jeanne Erpelding, était arlonaise et parlait le dialecte de la région : l'Areler qui était également la langue maternelle de Godefroid Kurth. Par sa bisaïeule maternelle, Godefroid Kurth était également apparenté à l'historien belge Jean-Pierre Waltzing.
Ce n'est qu'à l'âge de huit ans, à l'école primaire, qu'il commença à apprendre le français. Doué, il entra à l'Athénée royal d'Arlon (école secondaire) à onze ans et y fit un parcours aussi classique que brillant[réf. nécessaire]. À la fin de ses études secondaires, il rafla trois premiers prix au Concours général organisé entre les athénées du royaume de Belgique (composition française, histoire et latin), et, au vu des points obtenus, il se classait comme le meilleur élève des athénées de toute la Belgique. En 1865, l'École normale de Liège accueillit cet élève. Après y avoir terminé ses études en 1869, il fut chargé du cours de français à l’athénée royal de Liège jusqu'en 1872.
Godefroid Kurth était également passionné par la poésie durant sa jeunesse. Sous le pseudonyme de Victor Chrétien, il publia des poèmes catholiques quelque peu marqués par le romantisme.

### Carrière d'historien

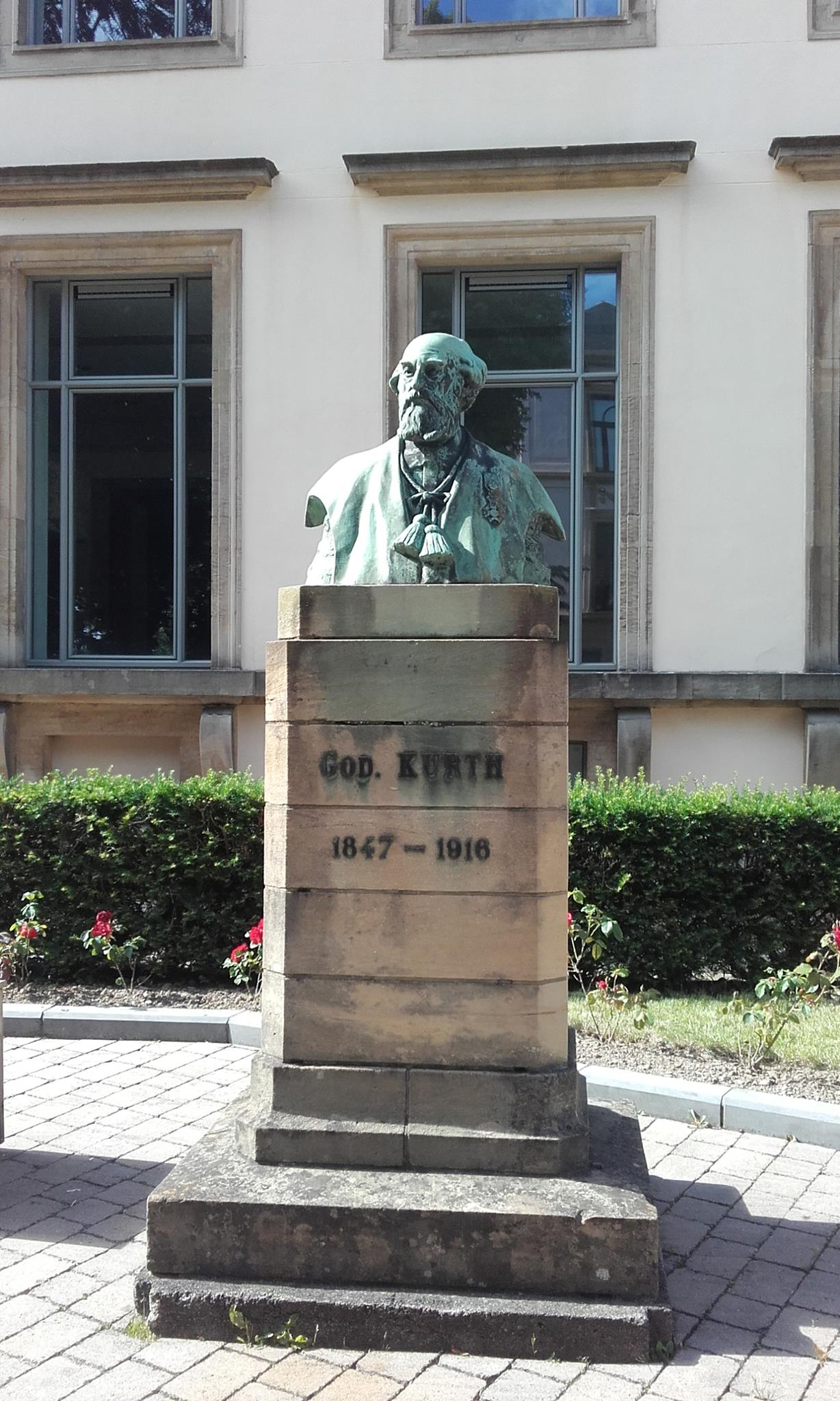
Buste de Godefroid Kurth à Arlon.

En 1873, après sa thèse sur Caton l'Ancien et une autre sur la politique des ducs de Bourgogne, il fut nommé professeur d'histoire médiévale à l'Université de Liège et Docteur spécial en sciences historiques. Il introduisit à l'Université de Liège des innovations inspirées de la pratique historique allemande, notamment pour les cours d'histoire qu'il trouvait alors trop théoriques. Il est à l'origine du premier cours pratique d'histoire au sein des universités belges. Ce cours inclut l'étude de textes avec les élèves. Ces nouvelles méthodes marquèrent une révolution dans le milieu universitaire belge, qui, tour à tour, organisent des cours similaires.
Fervent catholique, ses opinions lui valurent parfois des difficultés dans le milieu universitaire. Toutefois, son livre Les Origines de la civilisation moderne (1886) lui apporta la célébrité en son temps. En enseignant l'Histoire des Francs de Grégoire de Tours aux étudiants, il devint en effet le spécialiste des Mérovingiens. Cet ouvrage, sa biographie de Clovis et ses études sur l'histoire de la Ville de Liège lui ont valu de passer à la postérité. Il a également été le premier en Belgique à s'être consacré aux œuvres de Dante Alighieri. Ces travaux ont marqué le début d'une tradition d'études dantesques à l'Université de Liège.
En parallèle de ses nombreuses recherches, Godefroid Kurth s'est fortement investi dans son rôle académique.En 1885-1886, il endosse la responsabilité de secrétaire académique. Il enseigne de nombreux cours : 
- Histoire politique du Moyen Âge (1872-1906)
- Histoire politique interne de Belgique (1872-1876)
- Cours pratique d'histoire (1874-1890)
- Histoire comparée des littératures européennes modernes (1876-1896)
- Notions sur les principales littératures modernes (1890-1906)
- Exercices sur l'histoire (1890-1906)
- Critique historique et application à une période de l'histoire (1890-1902)
- Histoire des littératures modernes (1890-1896)
- Histoire économique, matières spéciales (1893-1896)

Kurth accéda à l'éméritat en 1906. Le journaliste Fernand Neuray  lui a consacré une biographie.
L'année où Kurth accéda à l'éméritat coïncide avec l'année durant laquelle il est devenu le directeur de l'Institut historique belge de Rome à la suite de la démission de Dom Ursmer Berlière. Cette nouvelle nomination lui a donné l'occasion de vivre une partie de l'année auprès du Vatican durant les dernières années de sa vie. Il en profite alors pour faire de nombreux voyages (Jérusalem, Égypte, Grèce) et continuer ses recherches. Il publie d'ailleurs Mizraim, souvenirs d'Égypte où il raconte son voyage.
Malgré ses nombreux voyages, il était un grand nostalgique de sa province natale qu'il assimilait souvent dans ses écrits à une sorte de refuge, ainsi qu'on peut le constater dans sa correspondance privée et professionnelle. Cette nostalgie marquante conduira Godefroid Kurth et sa femme Eva Lavaux, unis depuis 1874, à faire bâtir une maison dans le village de Frassem.
Kurth fait aussi partie de plusieurs institutions scientifiques et intellectuelles. Il entre en 1887 en tant que membre suppléant à la Commission royale d'Histoire et en devient membre effectif en 1898, à partir de cette année jusqu'en 1906, il en est même le secrétaire. En 1891, il est élu membre correspondant, de l'Académie royale de Belgique, puis membre titulaire en 1894 et directeur de la classe des Lettres en 1902.
Godefroid Kurth était un homme de foi convaincu. Défenseur du catholicisme, il était persuadé que l'absence de l'Église provoquait un effondrement social. Adepte de la démocratie chrétienne, ses diverses interventions lui valurent d'être un homme de confiance du cardinal Mercier avec qui il tissa de solides liens d'amitié. En plus d'être catholique, Kurth était un ultramontain déterminé. Il prônait la primauté des pouvoirs du pape sur le pouvoir politique. Il se présente deux fois, sans succès, aux élections communales de 1894 et de 1903.
Germanophile jusqu'en 1914, du fait de ses origines paternelles, il fut très actif dans diverses associations visant à défendre l'usage de la langue allemande en Belgique. L'ultimatum allemand à la Belgique fut cependant un véritable choc pour lui. Godefroid Kurth fut révulsé par les conséquences de l'invasion allemande et des combats en Belgique avec leur cortège d'atrocités infligées à la population civile. Il enquêta, et le résultat de ses investigations parut après sa mort sous le titre « Le Guet-Apens prussien en Belgique » (Paris-Bruxelles 1919). Inachevée de par le décès de son auteur, cette recension des faits s'appuyait sur des témoignages, notamment sur les massacres d'Aarschot. Le cardinal Mercier écrira, dans la préface, que Godefroid Kurth, dont les origines familiales étaient en partie allemandes, fut « accablé par l'invasion, son iniquité, ses atrocités, ses perfidies ».

### Décès
Godefroid Kurth est mort à Asse le 4 janvier 1916 des suites d'une pneumonie. À sa demande, il a été enterré dans le cimetière de Frassem cinq années après son décès.
En janvier 1950, KBR achète une collection contenant les lettres écrites par Godefroid Kurth à son cousin, Jean-Pierre Waltzing.

## Œuvre
Godefroid Kurth a laissé une œuvre écrite considérable : 504 titres, dont plusieurs livres et de très nombreux articles de revues.
Reçu le 27 novembre 1887 à la Société des Bibliophiles liégeois (siège 57), il démissionna le premier janvier 1898. 

### Ouvrages
- Caton l'ancien, étude biographique, Bruges, Daveluy, 1872 (lire en ligne).
- Sitting Bull, Bruxelles, Revue générale, 1878-1879.
- Analectes pour servir à l’histoire d’Arlon, Arlon, Institut archéologique du Luxembourg, 1880.
- Les origines de la ville de Liège, Liège, L. Grandmont-Danders, 1883.
- Les Origines de la civilisation moderne, Louvain, Ch. Peeters, 1886 (lire en ligne).
- La lèpre en Occident avant les Croisades, Paris, Alphonse Picard, 1891 (lire en ligne)
- Histoire poétique des Mérovingiens, Bruxelles, Société belge de librairie, 1893 (lire en ligne)
- La Frontière linguistique en Belgique et dans le nord de la France, Bruxelles, Société belge de librairie, 1896
- Das deutsche Belgien und der Deutsche Verein, Arlon et Aubel, Willems, 1896, 50 p.
- Clovis, le fondateur, Paris, Éditions Tallandier, 1896 (réimpr. 2000), 629 p. (ISBN 2-235-02266-9)
- Qu’est-ce que le moyen âge ? (Discours prononcé à Fribourg au Congrès international des catholiques le 19 août 1897), 1897 (lire en ligne)
- L'Église aux tournants de l'histoire, Bruxelles, Société belge de librairie, 1900
- Saint Boniface, Paris, Lecoffre, coll. « Les Saints », 1902, 159 p. (lire en ligne)
- Notger de Liége et la civilisation au Xe siècle, Paris, Bruxelles, Liège, A. Picard, O. Schepens, L. Demarteau, 1905, 2 tomes (lire en ligne)
- La Cité de Liège au Moyen-Âge, Bruxelles, Liège, Dewit, Cormaux et Demarteau, 1909, LXXI-322, VII-345, VII-417
  - La Cité de Liège au Moyen-Âge, t. I, Liège, Dewit, Cormaux et Demarteau, 1909, LXXI-322 p. (lire en ligne)
  - La Cité de Liège au Moyen-Âge, t. II, Liège, Dewit, Cormaux et Demarteau, 1910, VII-345 p. (lire en ligne)
  - La Cité de Liège au Moyen-Âge, t. III, Liège, Dewit, Cormaux et Demarteau, 1910, VII-417 p. (lire en ligne)
- Etude critique sur Jean d'Outremeuse, Bruxelles, Palais des Académies, coll. « Mémoires - Académie royale de Belgique, Classe des Lettres et des Sciences Morales et Politiques » (no VII), 1910, 105 p., in-8° (ISSN 0378-7893, lire en ligne)

- Histoire des croix miraculeuses d’Assche, Assche, Imprimerie Frans Van Achter, 1912.
- Mizraim, souvenirs d'Égypte, Albert Dewit, 1912 (lire en ligne)
- La Nationalité belge, Namur, Picard-Balon, 1913, 231 p. (lire en ligne)
- Études franques, Paris, Bruxelles, Honoré Champion, Albert Dewitte, 1919, 2 tomes (lire en ligne)
- Le Guet-apens prussien en Belgique, Paris, H. Champion, 1919.
- La chronique de Jean de Hocsem, Bruxelles, Kiessling, 1927, 445 p. (lire en ligne)

### Articles
- « Notice sur un manuscrit d'Hariger et d'Anselme, conservé à l'abbaye d'Averbode », Bulletin de la Commission Royale d'Histoire, Commission Royale d'Histoire, 4e série, vol. II,‎ 1875, p. 377-394 (lire en ligne)
- « Saint Grégoire de Tours et les études classiques au VIe siècle », Revue des questions historiques, vol. XXIV,‎ 1878, p. 586-593 (ISSN 2017-7275, lire en ligne, consulté le 23 février 2015)
- « La Loi de Beaumont en Belgique », Mémoires couronnés et autres mémoires, vol. XXXI,‎ 1881, p. 769-790 (lire en ligne, consulté le 23 février 2015)
- « Majerou », Annales de l’Institut archéologique d’Arlon, t. 17, 1885, p. 265-295.
- « Une nouvelle histoire des papes », Revue des Questions historiques, t. 12, 1887, p. 197-203.
- « Une biographie de l'évêque Notger au XIIe siècle », Bulletin de la Commission royale d'Histoire,‎ 1891 (lire en ligne, consulté le 23 février 2015)
- « Les Nationalités en Auvergne au VIe siècle », Bulletins de l'Académie Royale des Sciences, des Lettres et des Beaux-Arts de Belgique, vol. 4,‎ avril 1900, p. 224-242 (lire en ligne, consulté le 23 février 2015)
- « Les Ducs et les comtes d'Auvergne au VIe siècle », Revue d'Auvergne,‎ septembre 1900 (ISSN 0035-1008)
- « Les origines de la Commune de Liége », Bulletin de l'institut archéologique liégeois, t. XXXV,‎ 1905, p. 229-324 (lire en ligne, consulté le 24 janvier 2016)
- « Ce que demandent les Allemands », Le Vingtième Siècle,‎ 1906
- « Recherche sur l'origine des paroisses de Liège », Bulletin de la Société d'art et d'histoire du diocèse de Liège, vol. 16,‎ 1907, p. 234 (lire en ligne, consulté le 5 mai 2015)

### Poèmes
- « Paul et Virginie », Bulletin de l’Académie royale de Belgique, 1863, n° 9 et 10, 2e série, t. XVI, p. 278-280.
- « Attitudes d’arbres. Esquisses d’après nature », Revue trimestrielle, 2e série, t. IV, 1864, p. 5-31.
- « Poésies », dans, Revue trimestrielle, 2e série, t. XVII, 1868, p. 282-289.
- « La poésie flamande. Julius Vuylsteke », dans, Revue de Belgique, 2e année, t. IV, 1870, p. 5-18.
- « Roma. Poésies catholiques » (sous le pseudonyme de Victor Chrétien), Paris-Bruxelles, Victor Palmé – G. Lebrocquy, 1877.
- « Pie IX » (sous le pseudonyme de Victor Chrétien), dans, Revue générale, t. XXVII, 1878, p. 372-377.
- « La jeunesse d’un poète » (sous le pseudonyme de Victor Chrétien), Revue générale, t. XXIX, 1879, p. 711-719 ; 866-878 ; t. XXX, pp. 51-65.

## Postérité
A Arlon, sa ville natale, l’ancienne rue de Mersch, où la famille Kurth habita à la suite du décès prématuré de son père, porte actuellement le nom de Godefroid Kurth. Un buste a par ailleurs été dressé dans le parc du Musée archéologique d'Arlon à l’occasion du centenaire de cet historien accompli.
Une rue porte également son nom dans la ville d’Asse, où il est décédé.
Un auditorium (amphithéâtre) de l’Université de Liège porte son nom. Il y a également un « Quai Godefroid Kurth » le long de la Meuse à Liège.

### Exposition
Du 24 juin 2016 au 5 mars 2017, le Musée Gaspar d'Arlon lui a consacré une exposition, documentée grâce aux fonds Kurth de l'Institut archéologique du Luxembourg et des Archives du monde catholique (ARCA - Louvain-la-Neuve).

#### Dictionnaire
- Thierry Denoël (dir.), Le nouveau dictionnaire des Belges, Bruxelles, 1993, p. 35.
- Paul Delforge, Cent Wallons du Siècle, Charleroi, Institut Jules Destrée, 1995.
- Paul Gérin, Nouvelle Biographie nationale, vol. 8, Bruxelles, Académie royale de Belgique, 2005, p. 212-219.

#### Monographie
- Alfred Cauchie, Godefroid Kurth (1847-1916) : Le patriote, le chrétien, l'historien, Bruxelles, La lecture au foyer, 1922, 142 p. (lire en ligne)
- Fernand Neuray, Godefroid Kurth. Un demi-siècle de vie Belge, Bruxelles, Librairie Nationale d’Art et d’Histoire, 1931.
- Jean-Marie Triffaux, Combats pour la langue dans le Pays d'Arlon aux XIXe et XXe siècles : Une minorité oubliée?, Arlon, La Vie arlonaise - Institut archéologique du Luxembourg, 2002, 478 p.
- Karl Hanquet, Bibliographie des Travaux de M. Godefroid Kurth : (1863-1908), Paris, H. Champion, 1908.

#### Article
- Georges Goyau, « Un historien belge - M. Godefroid Kurth », Revue des deux Mondes, Paris, 5e série, no 37,‎ 1907, p. 367-395 (lire sur Wikisource, lire en ligne)
- Henri Pirenne, « Notice sur Godefroid Kurth », dans Annuaire de Belgique, Bruxelles, Académie royale de Belgique, 1924, p. 192-261.
- Jean-Claude Muller, "L'élève et le poète - Godefroid Kurth en quête de Victor Hugo à Vianden (1864-1865)", in Bulletin trimestriel de l'Institut Archéologique du Luxembourg, vol. 3-4, t. 92, 2016, p. 108-128. (lire en ligne)
- Jean-Claude Muller, "Le portrait à l'huile de Godefroid Kurth par Emile Delpérée (1892) comme portrait de savant", in Bulletin trimestriel de l'Institut Archéologique du Luxembourg, vol. 3-4, t. 92, 2016, p. 150-153. (lire en ligne)
- Vincent Genin, « Du côté de chez…Godefroid Kurth. Réflexions personnelles », dans Bulletin trimestriel de l'Institut Archéologique du Luxembourg, vol. 3-4, t. 92, 2016 (lire en ligne), p. 99-107.